# いわきFCパーク
いわきFCパーク（いわきエフシーパーク）は、福島県いわき市常磐上湯長谷町にある、いわきFCの商業施設複合型クラブハウスである。

## 概要

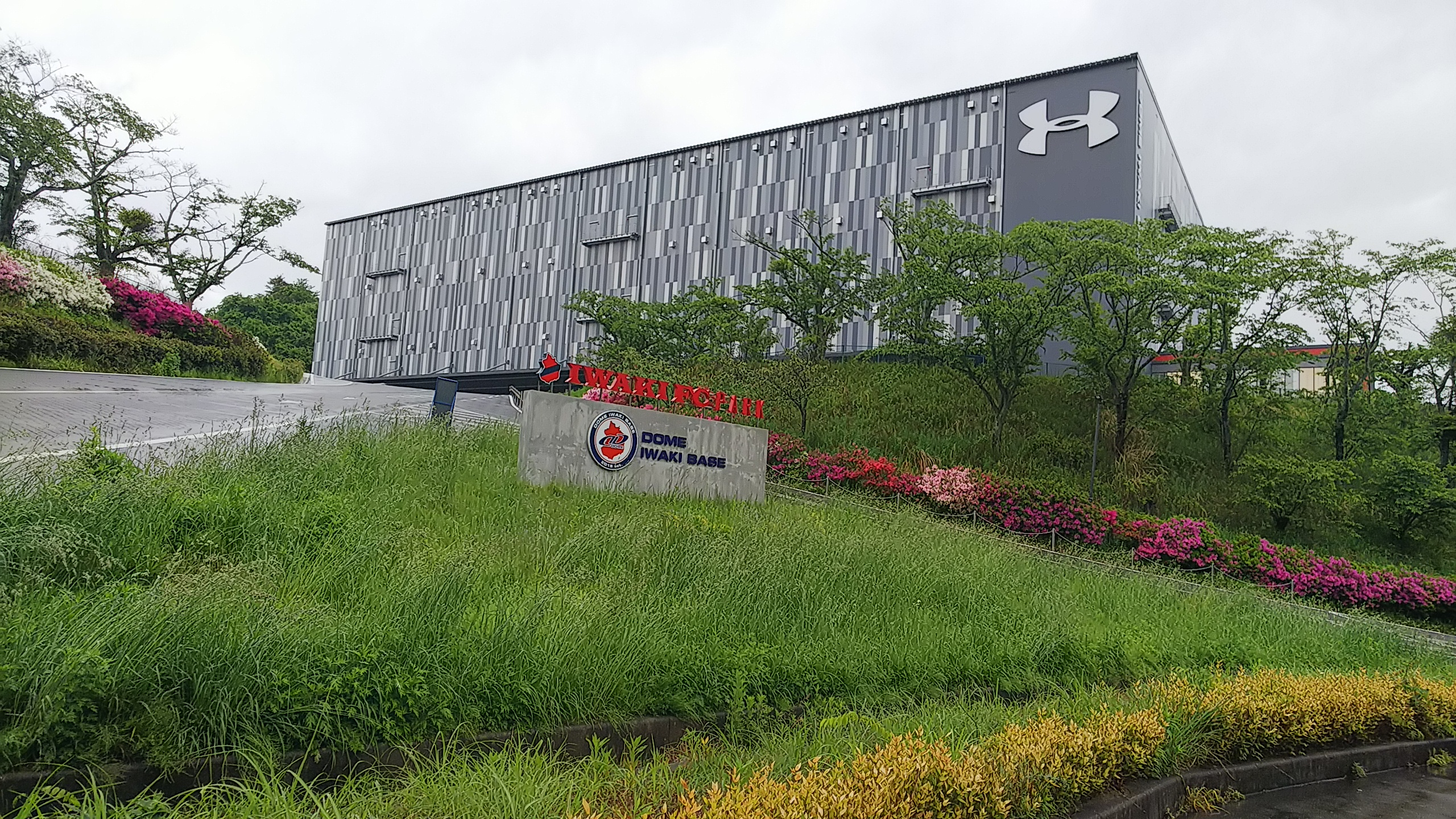
ドームいわきベース

クラブハウス棟と人工芝グラウンド（いわきFCフィールド）で構成されており、いわきFCの親会社であるドームの流通センター「ドームいわきベース」に併設されている。
ドームは増加する物流量に既存の施設では対応できなくなっていた為、新たな物流拠点を東日本大震災からの復興支援活動により縁のあったいわき市に建設することを決定し、津波・原子力災害被災地域雇用創出起業立地補助金を活用し、東日本大震災の影響で撤退したFDKいわき工場（いわき電子）の跡地を利用して2015年に開業させた。その際、取得できた土地がかなり広かったことから、敷地内にサッカーグラウンドを整備し、サッカークラブを運営するという構想がスタートする。スポーツビジネスを研究していたドーム社長の安田秀一は「アメリカのスタジアムやアリーナは、突き詰めると実は飲食店である」という観点に着目し、いわきFC設立に当たって「スポーツを通じていわき市を東北一の都市にする」という理念を掲げ、スポーツ施設を中心に地域経済を活性化させる欧米型の都市開発を行い、一般の市民も気軽に立ち寄りサッカークラブに触れることで人々に活力を与える存在を目指すということから、日本初の商業施設複合型のクラブハウスの建設が行われた。
2016年11月20日に練習場「いわきFCフィールド」が完成して使用開始、翌年6月10日にクラブハウス「いわきFCパーク」がオープンした。

## 施設

### クラブハウス

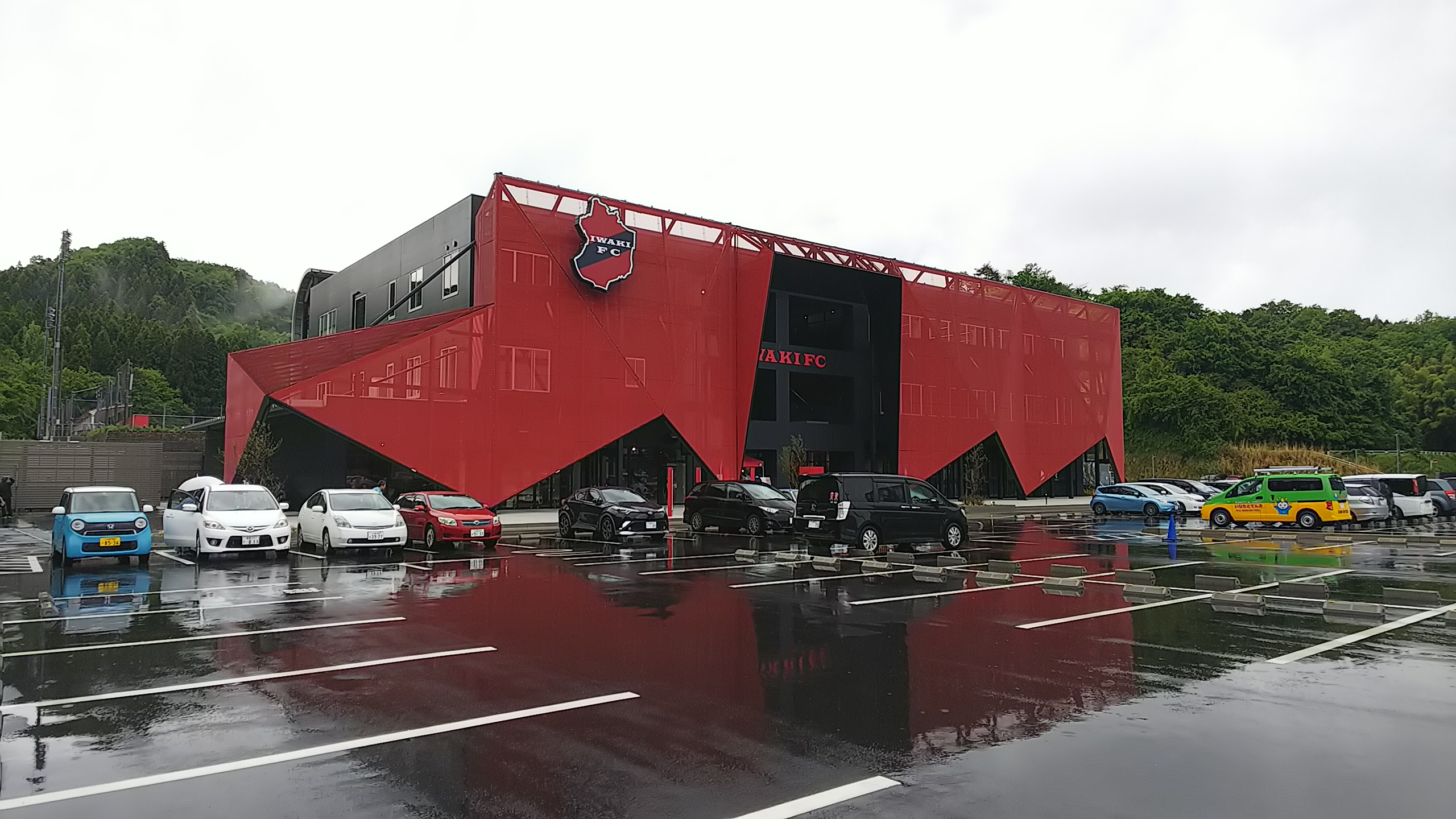
いわきFCクラブハウス

日本初の商業施設併設型クラブハウスとして2017年（平成29年）6月10日に一部先行開業、7月15日に全面開業した。鉄筋造り3階建の建物で延床面積は4,360平方メートル。チームカラーの赤の外壁が特徴的である。内部は1階にドームが日本総代理店を務めるアンダーアーマーのアウトレットショップが入居している。2階には英会話教室とドーム経営のジム、いわきFCのロッカールームが設置されている。3階には飲食店が入居しており、グラウンドに面したガラス窓とテラス席が設置され、試合や練習を見ながら飲食ができる特徴がある。施設全体の管理運営はJRいわき駅前で「夜明け市場」を運営する47プランニングが行っている。
1階
- アンダーアーマー ファクトリーハウスいわき（アウトレットショップ）
- 自転車文化発信・交流拠点 ノレル？
- 多目的スペース
- いわきFCアカデミーチーム ロッカールーム

2階
- フリーコム英会話教室 いわきFC校
- ドームアスレチックハウスいわき
- いわきFCトップチーム ロッカールーム

3階
- RED & BLUE CAFE
- ゼリーのイエ いわきFCパーク店

過去のテナント
- 浅草今半（2018年5月31日閉店）
- 寿司正（同上）
- 矢場とん（2019年10月31日閉店）
- NISHI's KITCHEN（サッカー日本代表専属シェフの西芳照がオーナー。2021年2月に閉店[6] し、翌3月にいわき市内の「鹿島ショッピングセンターエブリア」内に再オープンしていた[7] が、2024年1月5日をもって閉店[8]）
- アトランティックカーズ
- SAKABARU 24SKY
- Pet Terrace Iwaki（3階にレストラン、1階外にドッグランを設けていたが、2023年7月1日に閉店[9]）

### いわきFCフィールド

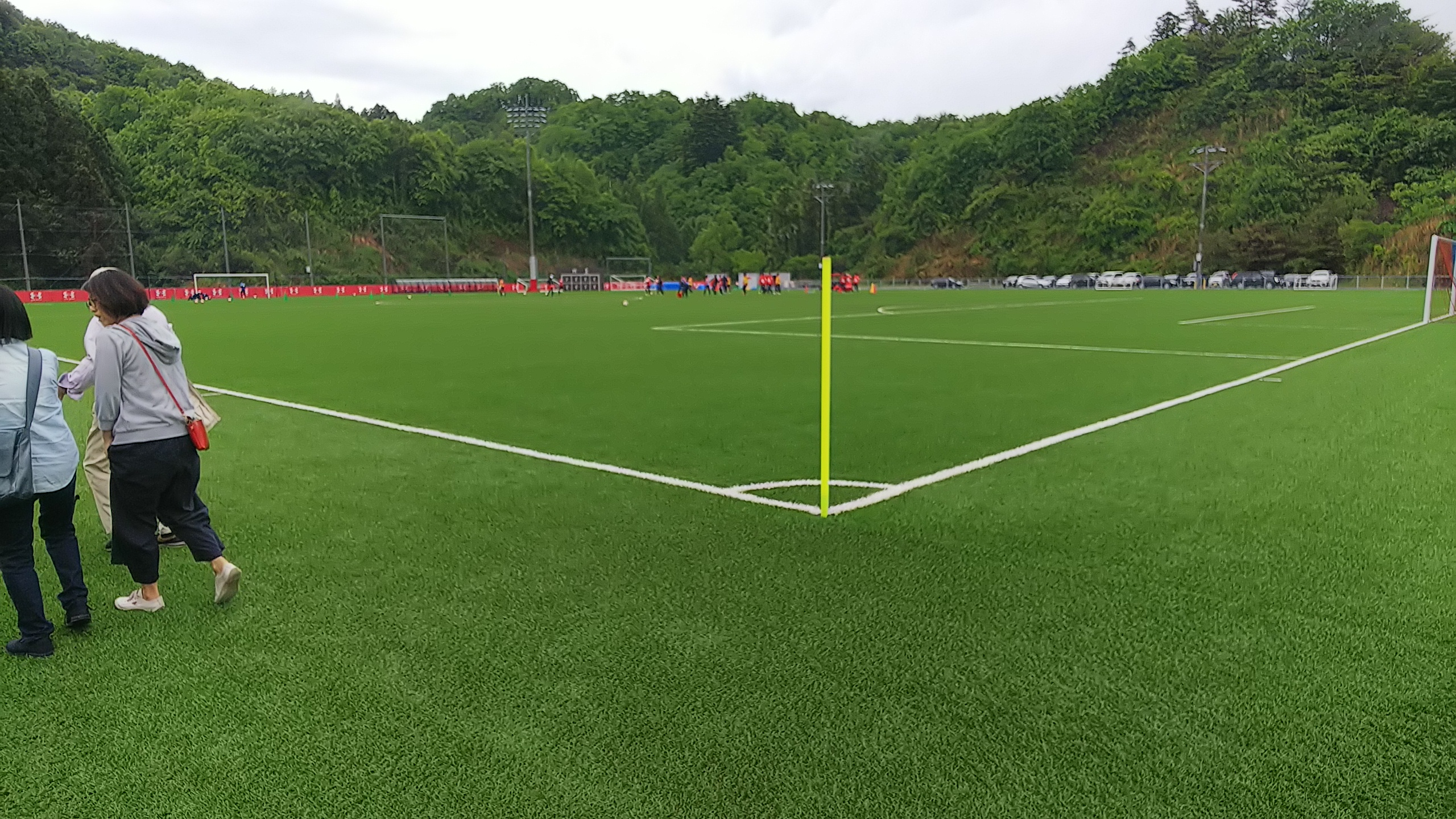
いわきFCフィールド

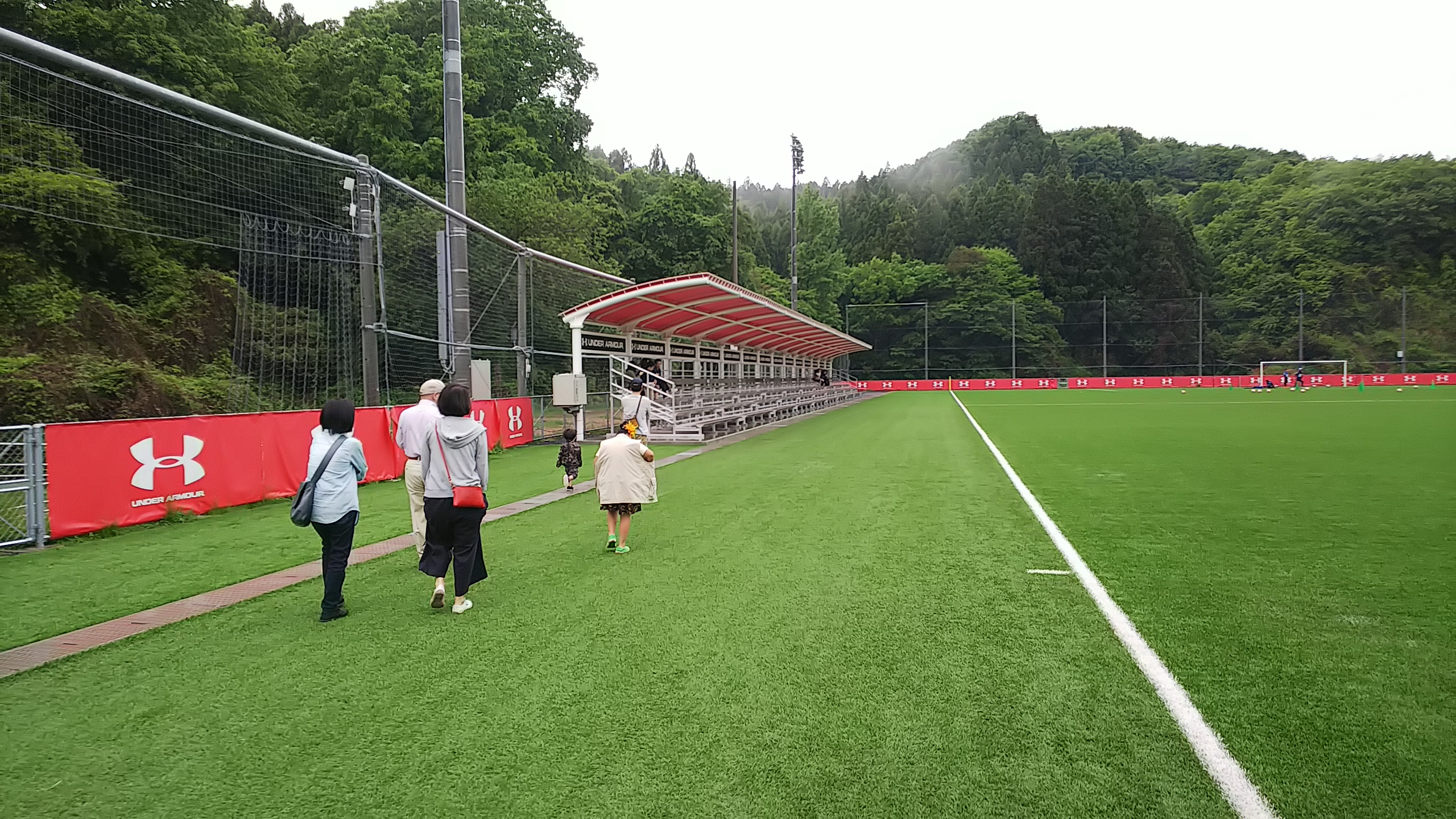
いわきFCフィールド観客席

2016年11月20日に先行して開業したクラブハウスに隣接する人工芝グラウンドである。サッカーコート1面、フットサルコート2面が整備されており、観客席も設置されている。いわきFCの練習だけでなく福島県リーグの公式戦、児童、生徒らの各種サッカー大会や大学クラブチームや若手代表チームの合宿会場にも用いられる他、地域住民への貸出も行われる予定である。クラブハウスとは連絡橋を介して直結しており、2階のジム・ロッカールームへと繋がっている。
なお、東北社会人サッカーリーグ（地域リーグ）までは、人工芝の競技場の使用については問題ないが、日本フットボールリーグ（JFL）以上の全国規模のリーグ戦に参加する場合は、天然芝しか使用することができないため、2020年のJFL昇格以後は試合会場の本拠地としては使用していない（主たる本拠地はいわきグリーンフィールド、Jヴィレッジスタジアム）。
諸元
- 面積 - 13,000平方メートル（120m×108.5m サッカーコート1面、フットサルコート2面）
- 芝 - 人工芝（LIMONTA SPORT社製 Max S ECO60 Geo TP）
- 証明 - MUSCO社製 LED照明（ピッチ平均照度500lx）
- 観客席 - 400席（屋根付き）
- 音響 - ユニペックス製（スピーカー6台、ワイヤレスマイク2本）
- ベンチ - 都村製作所製 16人用 2セット
- ゴールネット - ルイ高製

## 周辺
- いわき湯本温泉
- スパリゾートハワイアンズ
- いわき市考古資料館

## アクセス
- 常磐自動車道いわき湯本インターチェンジより車で5分
- 常磐自動車道いわき中央インターチェンジより車で30分
- JR常磐線湯本駅から新常磐交通路線バス根岸行乗車約7分、いわきFCパーク停留所下車（2017年10月1日ダイヤ改正に手這坂より改称）。
- 新常磐交通高速バスいわき号いわき湯本インター停留所から徒歩約20分